# Titan (Six Flags Over Texas)
Pour les articles homonymes, voir Titan.
Titan est un parcours de montagnes russes hyper montagnes russes situé dans le parc Six Flags Over Texas à Arlington au Texas.

## Le parcours
L'attraction débute par une montée de 75 mètres puis une chute de 78 mètres dans un tunnel souterrain de 36 mètres de long. Ensuite les visiteurs sont pris dans un virage carrousel (un virage en épingle à cheveu à la verticale) suivi par un grand « dos de chameau ». Le train entre alors dans une hélice totalisant 540° de rotation (1 tour et demi) puis une nouvelle hélice plus grande de 900° (2 tours et demi). Après ces nombreux virages, le train passe par un virage plaçant les visiteurs à l'horizontal sur le flanc gauche puis sur le droit. Enfin le trains s'arrête avec le système de freinage et les visiteurs peuvent descendre.
L'attraction comprend trois trains de cinq véhicules et emportant 30 passagers disposés en trois rangées de deux.

## Anecdotes
- Les supports de Titan ont nécessité 1 270 tonnes d'acier[1].
- Titan est le plus long parcours de montagnes russes de Six Flags.
- Titan est l'un des deux seuls hypercoasters du constructeur Giovanola. L'attraction jumelle est Goliath de Six Flags Magic Mountain construite l'année précédente. Les deux attractions ne sont pas identiques car le Titan comprend une hélice supplémentaire et une hauteur légèrement supérieure afin de parcourir cet ajout.